# 한국과학교육학회
한국과학교육학회는 과학교육 연구 및 개발활동을 통하여 과학교육의 발전에 이바지할 목적으로 1976년 6월 설립된 단체이다. 사무실은 충청북도 청주시 흥덕구 강내면 태성탑연로 250 (한국교원대학교 자연과학관)에 있다.